# Internet Download Manager
Internet Download Manager（簡稱IDM）是一個用於Windows系統的下載管理器。
IDM可以讓用戶自動下載某些類型的文件，可將文件劃分為多個下載點以更快下載，並列出最近的下載，方便存取文件。相對於其他下載管理器，具有獨特的動態檔案分割技術。
其優點在於，能分析下載地址中的實際地址，但若地址無效時則跳換成失效網頁，當地址重新有效而無法恢復成原來的地址。
而缺點在於，必須設置分段的臨時文件存放的磁盤位置，下載完成後再自動合併成一個完整的文件，同時刪除臨時文件（這種做法不同於其他下載軟件預先分配一整塊磁盤空間）。所以，下載的如果是機密文件，就容易被數據恢復軟件恢復，造成安全隱患。
IDM可被調用於Internet Explorer、Safari、Google Chrome、Microsoft Edge、Opera以及Mozilla Firefox（火狐）瀏覽器中。

## 功能
- 自动下载互联网上的任何文件类型。

- 多个数据流下载时使用更快的下载划分。

- 批量下载。

- 导入/导出下载工作。

- 自动/手动更新下载地址。

- 支持队列操作。

- 拥有近期下载列表，方便访问文件。

- 从流媒体视频网站下载视频。[2]

- 动态分段整个下载过程。[3]

- 支持协议HTTP，FTP，HTTPS，MMS [4]和微软的ISA。